# كشف البيبل
الكشف عن البيبل أو التوراة اليهودية مكشوفة على حقيقتها حسب الترجمة العربية، (بالإنجليزية: The Bible Unearthed)‏ كتاب صدر في 2001 عن آثار فلسطين/إسرائيل القديمة وعلاقتها بأصول الكتاب العبري. ألفه أستاذ علم الآثار في جامعة تل أبيب إسرائيل فنكلستاين ونيل سيلبرمان.

## وصف المؤلفين للكتاب
يصف المؤلفان الكتاب على أنه «محاولتنا صياغة رؤية جديدة عن آثار إسرائيل القديمة فيها البيبل أحد أهم البقايا والتحقيقات الحضارية (لكن) ليس الإطار الروائي غير القابل للسؤال والذي يجب أن يتفق معه كل أثر يعثر عليه.»
الإدعاء الرئيسي للكتاب أنه يظهر من «التحليل الأثري لقصص الآباء والفتح والقضاة والمملكة الموحدة أنه بالرغم من عدم وجود دليل مقنع على أي منها لكن هناك أثار واضحة تضع هذه القصص في محتوى متأخر من القرن السابع قبل الميلاد».
الكتاب المقدس الذي اكتشف، وتحت العنوان الفرعي نيوفيجن علم الآثار القديمة وإسرائيل المنشأ من النصوص المقدسة (1) هو 2001 كتابا عن الاثار القديمة إسرائيل وعلاقته أصول الكتاب المقدس من العبرية. مقدمي البلاغ إسرائيل فنكلستين، أستاذ علم الآثار في جامعة تل أبيب، ونيل آشر سيلبيرمان، وهو المساهمة في تحرير لمجلة علم الآثار.

## ترجمة الكتاب للعربية

مصر في القرن الخامس عشر قبل الميلاد في زمن الخروج وفتح كنعان كما هو موصوف في سفر يشوع وفقًا للتسلسل الزمني التوراتي كما تشير الخريطة إلى كنعان محتلة من قبل مصر في ذلك الوقت وهي حقيقة فشل الكتاب المقدس في تسجيلها.

ترجم سعد رستم الكتاب من الإنكليزية إلى العربية تحت عنوان التوراة اليهودية مكشوفة على حقيقتها

## مواقع خارجية
- مراجعة للكتاب
- الكتاب بالعربية